# Untriseptiu
Untriseptiul, cunoscut și sub numele de element 137 sau feynmaniu , este elementul chimic ipotetic cu număr atomic 137 și simbolul substituent Uts. Untriseptiul și Uts sunt numele și simbolul sistematic asignate temporar de către IUPAC, fiind utilizate până în momentul descoperirii, confirmării și deciziei asupra unui nume permanent pentru elementul chimic. 